# Riverside Church

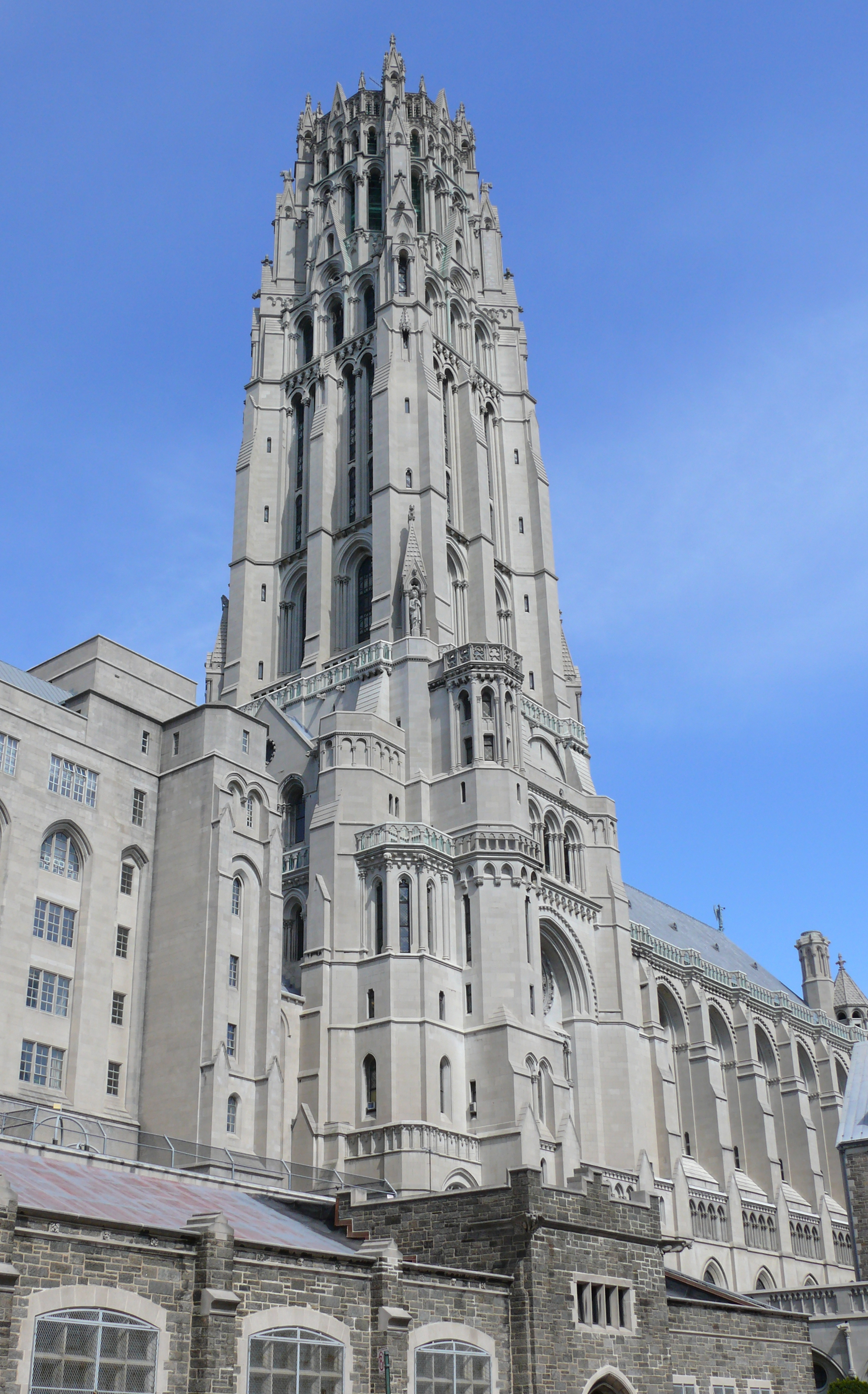
Riverside Church

Un'altra vista della Riverside Church

Riverside Church è una chiesa cristiana a Morningside Heights, Upper Manhattan, New York, inaugurata il 5 ottobre 1930. Si trova sulla 120ª Strada e sulla 490 Riverside Drive, vicino al campus della Morningside Heights della Columbia University, di fronte e a un isolato a sud della Tomba del Presidente Grant.
Sebbene sia interconfessionale, è anche associata alle American Baptist Churches USA e alla Chiesa unita di Cristo. È famosa per le sue grandi dimensioni e la sua architettura neogotica ed anche per la sua storia di giustizia sociale. È stato descritta dal New York Times nel 2008 come "una roccaforte di attivismo e dibattito politico in tutta la sua storia di 75 anni... influente sul panorama religioso e politico della nazione". È stata un punto focale dell'attivismo globale e nazionale sin dal suo inizio.
La chiesa fu concepita dall'industriale, finanziere e filantropo John D. Rockefeller Jr. (1874-1960), e dal pastore Harry Emerson Fosdick (1878-1969), come una grande chiesa interconfessionale in un quartiere importante della città, aperta a tutti coloro che professano la fede in Cristo. La sua congregazione comprende più di quaranta gruppi etnici. A partire dal 2007 la chiesa aveva un budget operativo annuale di 14 milioni di dollari e uno staff retribuito di 130 persone. Nel 2012 è stato inserita nel Registro nazionale dei luoghi storici.

## Oratori importanti
Martin Luther King Jr. espresse la sua opposizione alla guerra del Vietnam a Riverside il 4 aprile 1967 (lo stesso giorno in cui fu ucciso l'anno successivo) nel suo Beyond Vietnam: A Time to Break Silence (Oltre il Vietnam: Un tempo per rompere il silenzio), noto anche come Il discorso della Riverside Church. Il reverendo Jesse Jackson ha pronunciato l'elogio funebre al servizio funebre di Jackie Robinson nel 1972. Bill Clinton ha parlato alla Riverside Church il 29 agosto 2004. Il segretario generale delle Nazioni Unite Kofi Annan ha parlato lì dopo gli attacchi dell'11 settembre 2001. César Chávez, Desmond Tutu, Fidel Castro, Arundhati Roy e Nelson Mandela hanno tutti parlato a Riverside Church. Altri oratori del passato comprendono quelle superstar teologali come Paul Tillich, Reinhold Niebuhr e Dietrich Bonhoeffer, un tedesco che fu determinante nella resistenza cristiana contro il Terzo Reich, e Channing E. Phillips, leader del Movimento per i diritti civili e il primo afroamericano ad essere votato come candidato presidenziale in una Convention nazionale democratica. Rev. Dr. C. Welton Gaddy Presidente di Interfaith Alliance of Washington, DC.
Il 15 gennaio 2012 ha avuto luogo presso la Riverside Church una celebrazione commemorativa per Martin Luther King Jr., che comprendeva le apparizioni di Patti Smith e Yōko Ono.

## Servizi sociali e ministeri
La Riverside Church offre vari servizi sociali, tra cui una banca del cibo, corsi di formazione per barbieri, distribuzione di abbigliamento, un progetto per la doccia, test HIV riservati e consulenza per l'HIV".

### Ministeri
Il ministero dell'HIV-AIDS di Riverside ospita un Forum di supporto trimestrale per l'HIV e partecipa ai programmi di test HIV, consulenza e referenza in loco. Collabora con il Programma di servizi di sensibilizzazione spirituale dell'Aids Service Center di New York, il programma Conscious Contact di assistenza tecnica per il ministero dell'HIV di New York e la Partnership nazionale HIV/AIDS per la lotta all'HIV/AIDS della Chiesa unita di Cristo. Il ministero è anche coinvolto in problemi di HIV-AIDS in Africa, Asia orientale, Asia meridionale, America Latina, Caraibi, Medio Oriente ed Europa".
Altri ministeri a Riverside comprendono una Task Force contro la pena di morte, che si oppone alla pena capitale negli Stati Uniti, una task force "Overcoming Violence" dedicata a favorire il dialogo con il Dipartimento di Polizia di New York, il Fondo Densford per l'educazione e l'apprezzamento dei nativi americani negli Stati Uniti, un gruppo di sostegno del Sudafrica e un gruppo di supporto per ispanici e latinoamericani."

### Patronato
- LGBT: il ministero LGBT di Riverside Church è noto come Maranatha (una parola aramaica che significa "Nostro Signore, vieni!"). Marantha ospita una LGBTQ-SGL Pride Breakfast e ha sfilato nella Pride Parade dal 1978. Maranatha ospita anche eventi, tra cui l'Elder Queer Spirit, il Transgender Forum, laboratori sui viaggi spirituali delle persone LGBT e serate di cinema.[8] Riverside Church ha anche ospitato il suo primo matrimonio legale omosessuale nel 2011, quando Brad Hauger e TJ Williams si sono sposati.[10]
- Fratellanza e Ministero dell'Africa: ha radici storiche che risalgono fino alla guerra del Biafra in Nigeria, quando i rifugiati di quella guerra arrivarono negli Stati Uniti. Oggi i membri del gruppo e i loro alleati seguono le tracce del loro patrimonio culturale e lavorano per conto dell'Africa in tutta la diaspora africana e nel continente con un'attenzione particolare per tutti quelli provenienti dall'Africa; la Fratellanza sponsorizza forum educativi su questioni che affliggono il continente africano e lotta a favore degli africani in tutta la diaspora. Fornisce comunione e sostegno alle persone della chiesa e alla comunità con interessi simili.
- Anti-tortura: Riverside Church partecipa alla Campagna religiosa nazionale contro la tortura.[11]

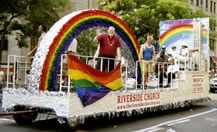
Il carro della Pride Parade della Riverside
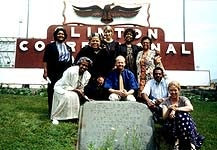
Alcuni dei volontari del ministero della prigione di Riverside presso una struttura correttiva
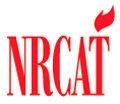
Campagna religiosa nazionale contro la tortura

- Ministero della prigione e difesa della famiglia: Il ministero della prigione e il programma di patrocinio della famiglia di Riverside svolgono servizi di culto nei dipartimento correzionionali e di supervisione della Comunità di New York, si impegna per la riforma carceraria ed una legislazione umana, collega i detenuti con le loro famiglie e comunità, raccoglie regali di Natale per i bambini delle carceri, conduce un forum annuale sulle questioni della giustizia penale, fornisce assistenza ad altre comunità religiose nello stabilire i propri programmi di sensibilizzazione della prigione e ospita un gruppo di sostegno per famiglie e amici di persone in carcere."[12]
- Diritti degli immigrati: Riverside è un partecipante al New Sanctuary Movement. Come parte di questo movimento, le congregazioni sostengono che il sistema di immigrazione maltratta gli immigrati e distrugge le famiglie. Cercano di porre fine alle retate nei posti di lavoro che hanno portato all'arresto di migliaia di lavoratori privi di documenti e fanno pressioni per politiche che aiutino a mantenere le famiglie degli immigrati illegali unite negli Stati Uniti.[13]
I volontari all'interno della congregazione di Riverside sostengono i richiedenti asilo detenuti e quelli in libertà vigilata dalla detenzione per immigrazione visitando i detenuti immigrati che non hanno amici o familiari nella zona. I richiedenti asilo, a volte, trascorrono mesi nei centri di detenzione prima di ottenere l'asilo o vengono espulsi. Il Dipartimento per la sicurezza interna concede la libertà provvisoria ai richiedenti asilo che non sono un rischio per la sicurezza e hanno qualcuno che li accoglierà. Riverside assiste i richiedenti asilo con abitazioni libere, collegamento con banche del cibo e uno stipendio in contanti a livello di sopravvivenza.[8]
- Occupy Wall Street: Riverside Church ha donato 100 tende per Occupy Wall Street e si è unita alle altre chiese di New York in uno sforzo coordinato che hanno chiamato "Occupy Faith". Come parte di Occupy Faith, Riverside ha fornito riparo ai manifestanti OWS che avevano bisogno di un riparo durante il freddo o il maltempo e dopo l'evacuazione dello Zucotti Park."[14]

## Clero

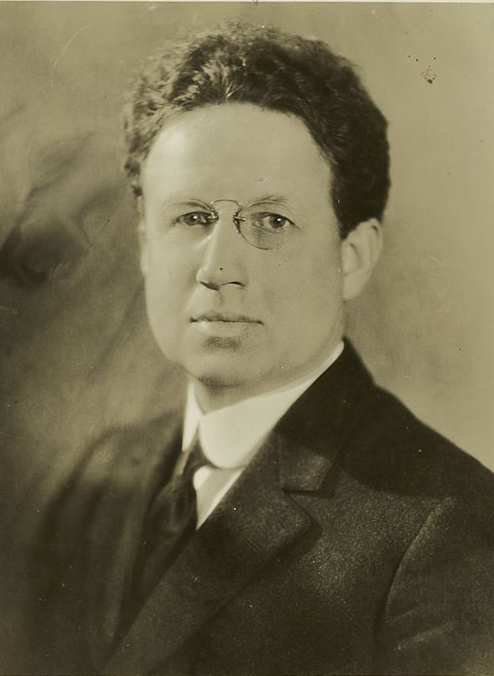
Harry Emerson Fosdick

### Precedenti

#### Harry Emerson Fosdick (1878-1969, in servizio 1930-46)
Fu il più importante ministro liberale battista del XX secolo. Fu ordinato sacerdote battista nel 1903 nella chiesa battista di Madison Avenue e in seguito servì nella First Presbyterian Church nel West Village, nella parte bassa di Manhattan. Mentre era alla First Church, fu oggetto di un processo ecclesiastico del 1923 richiesto dall'Assemblea generale nazionale della Chiesa presbiteriana, negli USA, sulle sue idee moderniste. Più tardi, mentre era a Riverside, stabilì un'apertura alla diversità e una forte politica progressista. Domenica 12 novembre 1933 pronunciò un famoso sermone, "Il Milite Ignoto", immediatamente dopo l'Armistice Day, in cui Fosdick in modo molto incisivo denunciava e rinunciava alla guerra, ispirando il canonico Dick Sheppard in Gran Bretagna nel 1934 a scrivere una lettera alla stampa, che portò alla fondazione della Peace Pledge Union.

#### Robert J. McCracken (1947-1967)
Era un professore di teologia sistematica di origine scozzese. Predicava che il razzismo era un peccato e diceva degli atei: "possiamo imparare dai dubbiosi radicali ... Sono gli eretici che hanno costretto la chiesa a chiarire la sua mente, l'hanno aperta a nuove intuizioni, l'hanno spronata a pensare più a fondo a Dio, a Cristo e all'uomo... La loro preoccupazione è una sfida al nostro autocompiacimento."

#### Ernest T. Campbell (1968-1976)
È cresciuto a New York nella classe operaia, genitori immigrati irlandesi. Era il primo ministro che non era battista, ma presbiteriano. Si laureò alla Bob Jones University e frequentò il Seminario Teologico di Princeton e nel 1960 ricevette un premio come "Uomo dell'anno" dall'American Civil Liberties Union per il suo lavoro nel campo dei diritti civili. Campbell pronunciò un sermone controverso intitolato "The Case for Restitution", in cui sosteneva la causa per fare risarcimenti finanziari e di altro tipo agli afroamericani per le ingiustizie del passato. Predicava contro la guerra del Vietnam e per una maggiore tolleranza per gay e lesbiche.

#### William Sloane Coffin (1977–87)
Fu il consigliere iniziale del Peace Corps e il primo direttore del Peace Corps Field Training Center a Porto Rico. Nel 1961 Coffin era uno dei numerosi Freedom Riders che furono arrestati a Montgomery, in Alabama, per protesta contro le leggi sulla segregazione. Era un critico esplicito contro la guerra del Vietnam e fu arrestato nel 1968 per aver aiutato e istigato i resistenti alla leva. Fu anche un pianista classico che studiò con Nadia Boulanger da adolescente, fino a quando la seconda guerra mondiale non lo costrinse a lasciare Parigi. Dopo aver frequentato l'Università Yale, stava per entrare nella CIA, finché non partecipò a una conferenza al Seminario Teologico dell'Unione, dove poi entrò, anche se interruppe i suoi studi per lavorare per la CIA durante la Guerra di Corea, quando addestrò i russi che erano contrari all'Unione Sovietica per le operazioni all'interno dell'Unione Sovietica. Alla fine completò il seminario alla Yale Divinity School. Una volta tenne un sermone dal titolo "È peccato costruire un'arma nucleare" e, durante la crisi iraniana degli ostaggi, esortò la sua congregazione a "pregare anche per gli iraniani".

#### James A. Forbes (1989–2007)
È stato proclamato dalla rivista Newsweek come uno dei dodici più efficaci predicatori di lingua inglese ed è stato definito uno dei migliori pastori neri dalla rivista Ebony. Era attivo nel movimento antiapartheid e officiò un servizio con Nelson Mandela. Era anche preoccupato per la crescente disparità economica negli Stati Uniti. Forbes, al suo ritiro, fu proclamato Distinguished Senior Minister Emeritus.

#### Brad R. Braxton
Divenne il sesto ministro senior di Riverside nel 2008. Braxton si laureò all'Università della Virginia e divenne uno studioso di Rhodes all'Università di Oxford. Il 29 giugno 2009 presentò la sua lettera di dimissioni.

### 2017

#### Amy Butler
Fu eletta come settima (e prima donna) ministro senior di Riverside l'8 giugno 2014. La Butler ha conseguito il BA e l'MA alla Baylor University rispettivamente nel 1991 e nel 1996. Ha conseguito lauree dal The International Baptist Theological Seminary (BD '95) e dal Wesley Theological Seminary (DMin '09). Prima di venire alla Riverside Church aveva servito come pastore anziano della Calvary Baptist Church a Washington, DC per 11 anni.
Il Reverendo Michael Livingston è il ministro esecutivo.

## Architettura

### Esterno

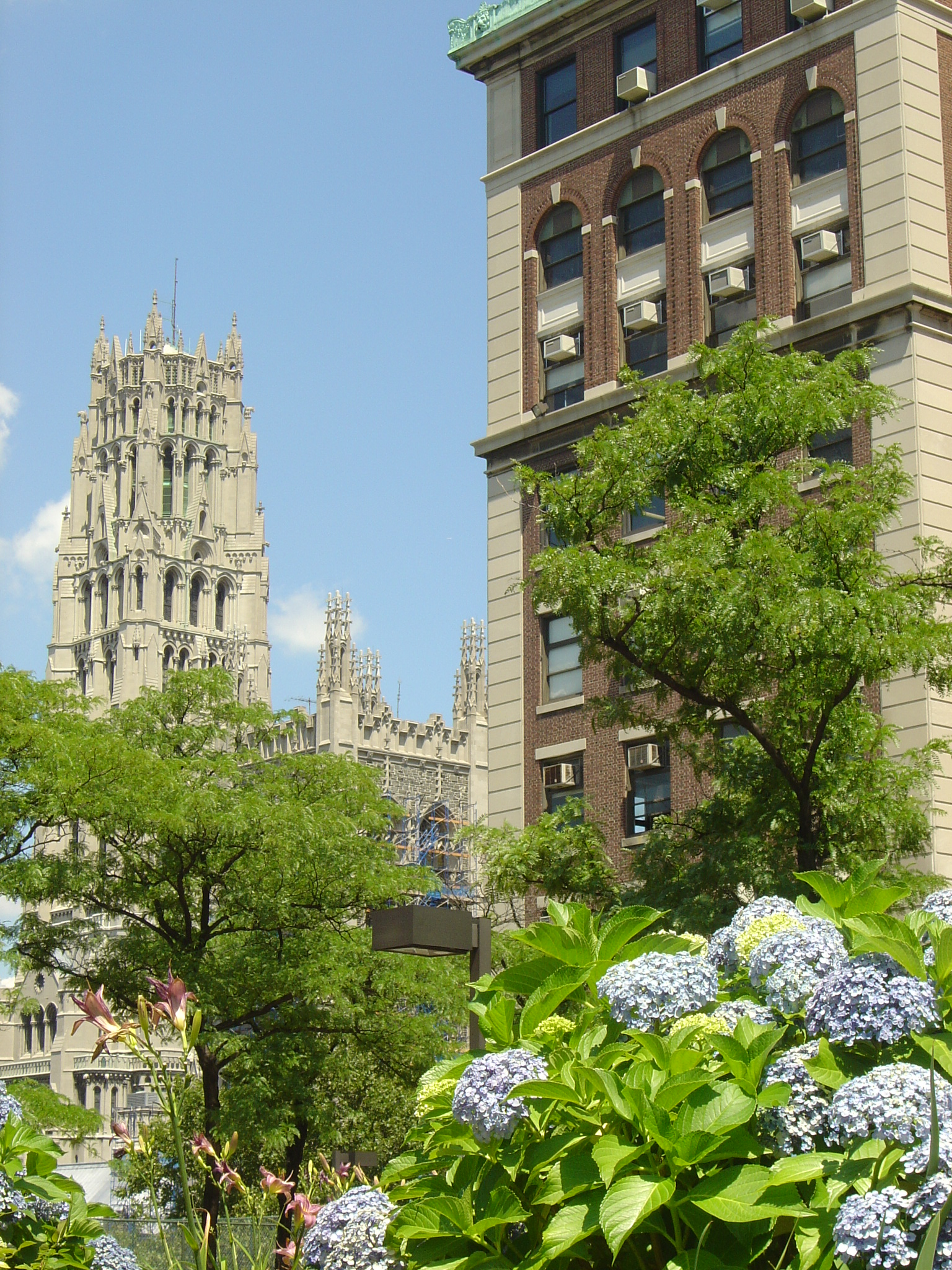
Riverside Church, a sinistra, come visto dal campus della Columbia University

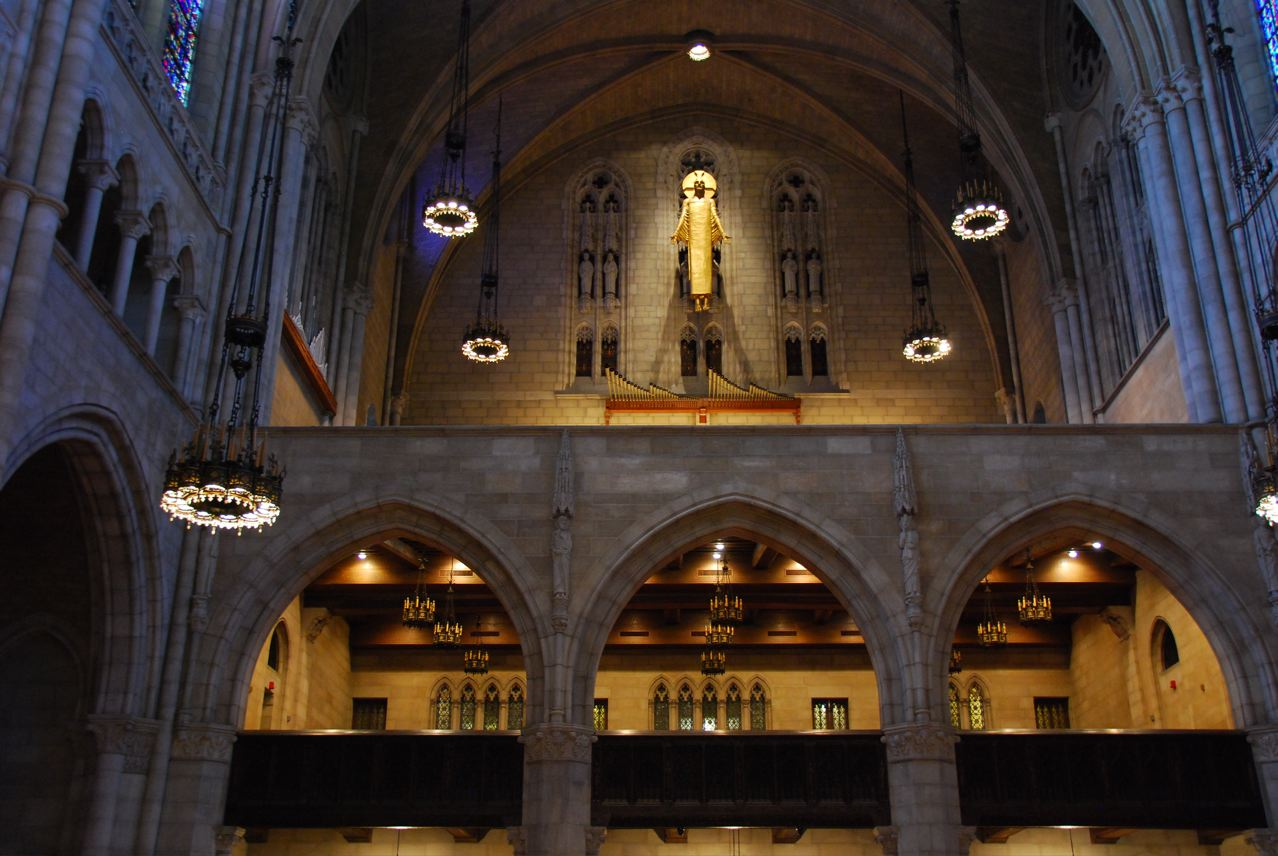
Vista sul nartece con l'organo

È la chiesa più alta degli Stati Uniti e la 24° più alta del mondo; la Riverside è stata progettata dalla ditta di Allen, Pelton e Collens. Henry C. Pelton e Charles Collens furono incaricati da Rockefeller di viaggiare attraverso la Spagna e la Francia per trovare l'ispirazione per il loro progetto. Presero per il loro modello della navata la cattedrale gotica di Chartres del XIII secolo, in Francia. Per l'imponente campanile singolo che fa apparire più piccolo il resto della chiesa, hanno modellato una delle torri della Cattedrale di Laon, ma qui con una base di 30 metri di altezza e costruita su una struttura di acciaio l'equivalente di un edificio di 22 piani (119 m). Intarsiato sul pavimento vi è un labirinto. La chiesa fu iniziata nel 1927 e, in seguito a ritardi causati da uno spettacolare incendio nelle impalcature di legno, il 5 ottobre 1930 svolse il suo primo servizio sull'altare maggiore.
Il rinforzo esterno è puramente decorativo, poiché la struttura è sostenuta dalla sua ossatura in acciaio e il suo peso non sarebbe sufficiente a contrastare il peso della volta. Gli autori della Guida WPA di New York City (1939) osservarono: "La loro piccolezza ha l'effetto di rendere l'edificio stesso più piccolo di quello che è, così che la sua scala non è impressionante, anche se vista a distanza ravvicinata."
L'entrata principale rivolta a ovest, nella base della torre, è basata sulla Porte Royale di Chartres, con la figura seduta di Cristo nel timpano, fiancheggiata dai simboli degli Evangelisti. Le figure scolpite negli archi concentrici della porta rappresentano le principali personalità della religione e della filosofia, affiancate da grandi scienziati. La navata centrale ha una capienza di 2.100 posti a sedere.
La torre ospita un carillon donato da John D. Rockefeller Jr. in ricordo di sua madre, Laura Spelman Rockefeller. Il suo complemento finale di 74 campane di bronzo (al tempo il più grande carillon di campane del mondo - vedi anche Kirk in the Hills) include il bordone da 20 tonnellate, la più grande campana sintonizzata del mondo.
La chiesa ospitava un osservatorio pubblico in cima al carillon, chiuso dall'11 settembre 2001.
La chiesa è stata concepita fin dall'inizio come un complesso centro di servizi sociali, con sale riunioni e aule, un asilo nido, una biblioteca, un auditorium e una palestra. Nel 2000 è stato designato New York City Landmark dalla New York City Landmarks Preservation Commission.

### Organo
L'organo a canne e gli organi della galleria originali della Riverside Church furono costruiti da Hook and Hastings di Boston quando la chiesa fu aperta nel 1930. Nel 1948 fu costruita una nuova consolle a cinque tastiere Aeolian-Skinner, seguita dal nuovo organo a canne di quella ditta nel 1953-54, mantenendo alcune delle canne originali ma sostituendo alcune canne della galleria.
Nel 1964 nella seconda galleria fu installato un nuovo organo Aeolian-Skinner e tutte le canne furono fatte revisionare. Durante il 1966-67, Anthony A. Bufano costruì una nuova console a cinque tastiere; allo stesso tempo, Gilbert F. Adams apportò importanti revisioni tonali, tra cui l'aggiunta del Positivo, nuove canne nella Bombarda, nuovi cori principali completi nel Great e nello Swell, ance del coro nel Great, ance revisionate nello Swell, Solo e Coro e altre nuove canne. Nella console fu installata una console Austin a quattro tastiere ricostruita.
Bufano diede la Trompeta Majestatis, costruita da Möller e sonorizzata da Adolph Zajic, in memoria di sua madre nel 1978. La divisione Grand Chorus fu aggiunta due anni dopo (1980), e nel coro Pedal fu installato un nuovo coro principale completo. Nel 1994 fu installata un'azione combinata multilivello Solid State Logic e la console fu completamente rinnovata. Nell'estate del 1995, l'asciuttezza dell'acustica fu migliorata con 10 mani di sigillante applicate al soffitto. Durante il 1995-96 il curatore di organi Robert Pearson ha supervisionato la completa pulizia, messa a punto e risonorizzazione dell'organo per adattarsi al nuovo ambiente acustico. L'organo è il 14° più grande al mondo.
Il direttore della musica e l'organista è Christopher Johnson. Organisti del passato nella Riverside Church comprendono Virgil Fox (1946-1965), Frederick Swann (1957-1982), John Walker (1979-1992) e Timothy Smith (1992-2008). Sono state pubblicate diverse registrazioni dell'organo e del Coro Riverside. La chiesa offre una popolare serie di concerti d'organo estivi nelle notti di martedì di luglio e agosto.

## Opere d'arte
Nella Riverside Church sono esposti tre dipinti di Heinrich Hofmann acquistati da John D. Rockefeller, Jr .: Cristo nel tempio (1871), Cristo e il giovane ricco (1889) e Cristo nel Getsemani (1890). La vetrata dell'abside fu creata da Harry Wright Goodhue.

Sculture e opere d'arte
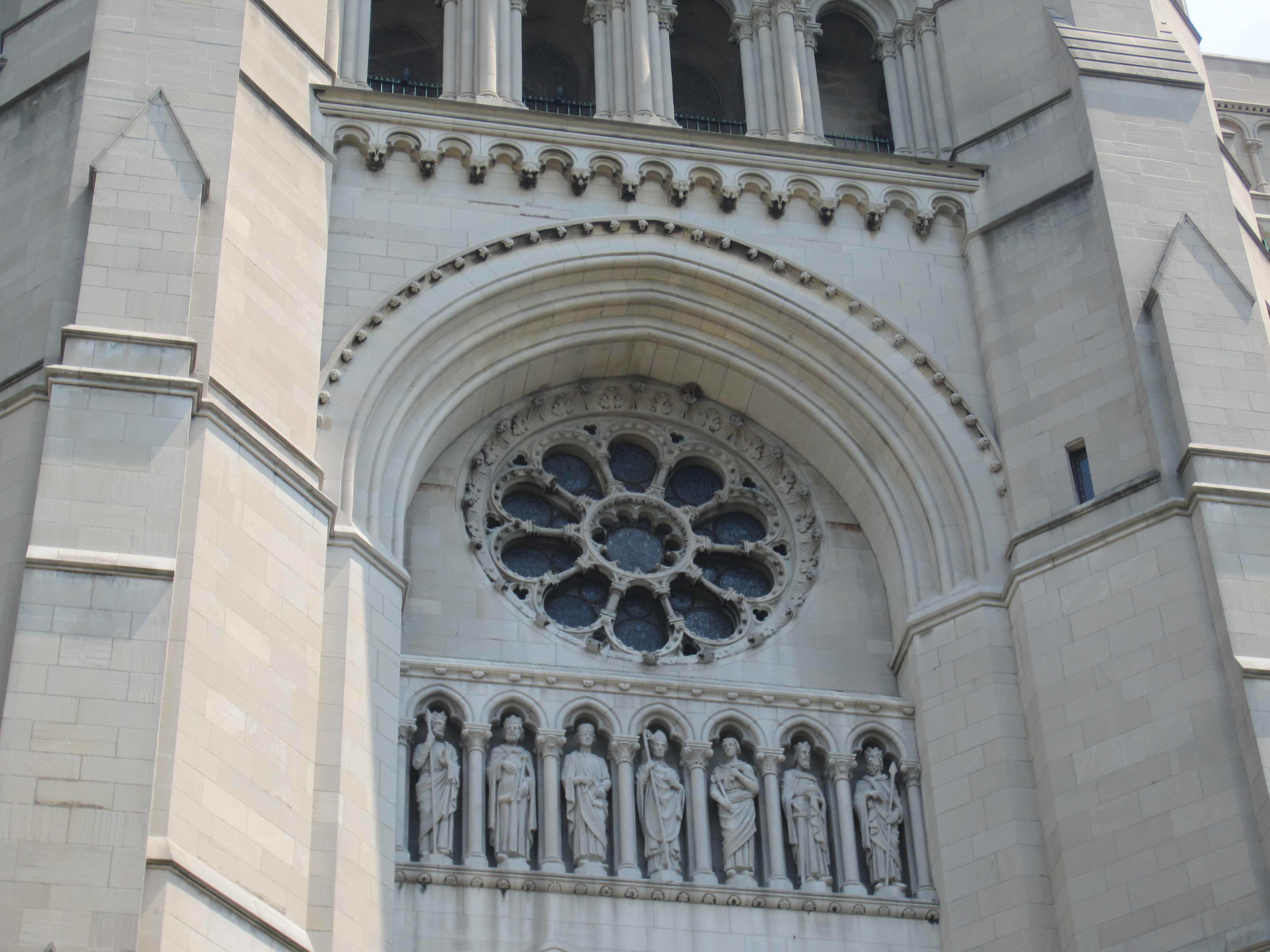
Riverside Church, New York City (2014)
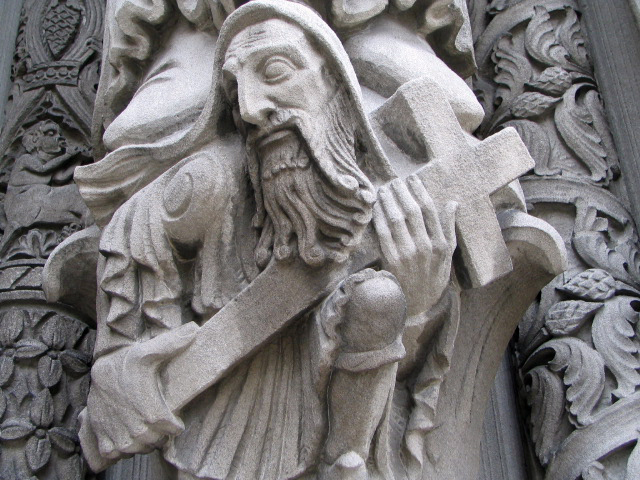
Scultura della Riverside Church
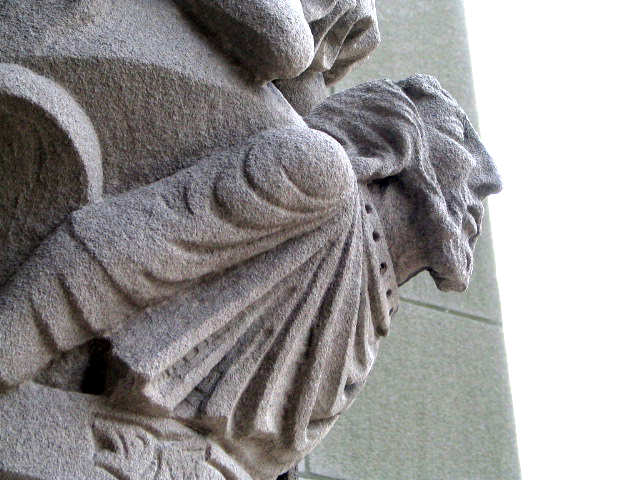
Scultura della Riverside Church
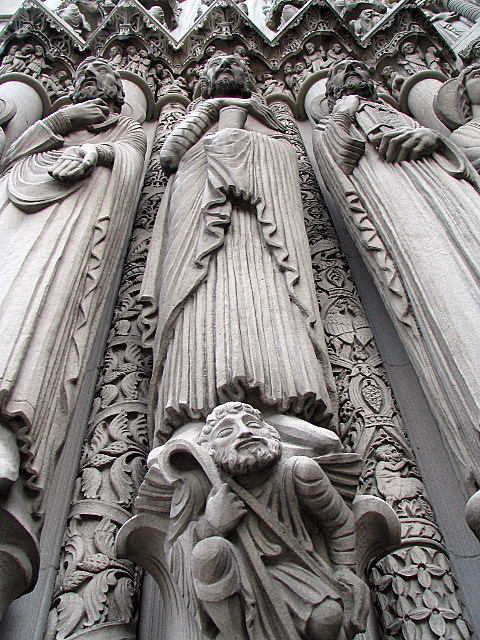
Scultura della Riverside Church
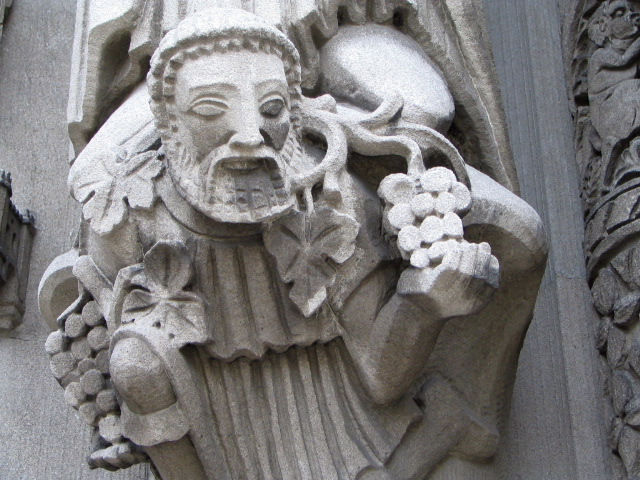
Scultura della Riverside Church
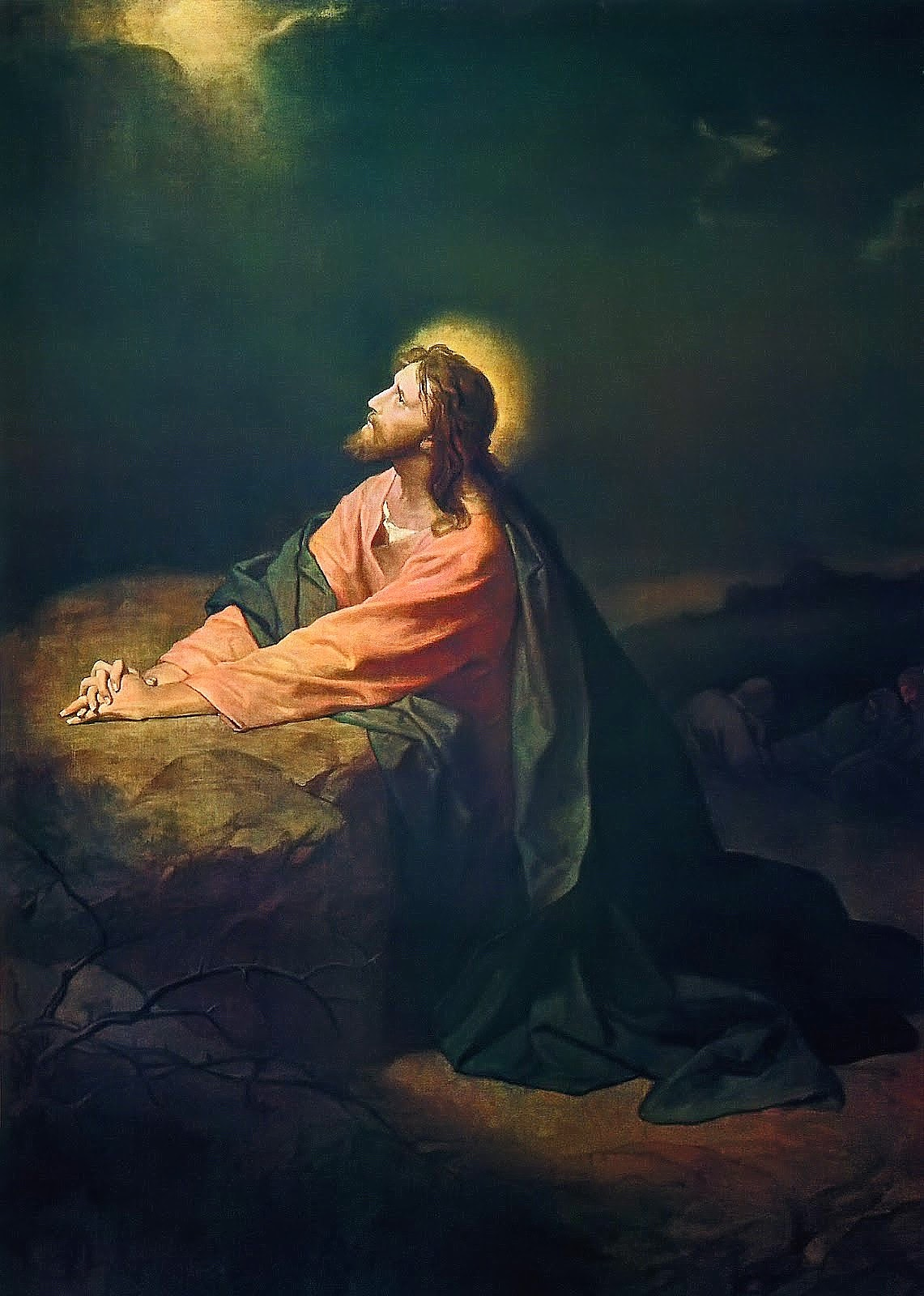
Gesù al Getsemani, di Heinrich Hofmann

La chiesa contiene statue di un certo numero di personalità della scienza tra cui Pitagora, Euclide, Archimede, Galileo, Keplero, Newton, Faraday, Darwin, Pasteur ed Einstein.